# Islas Barnevelt
Islas Barnevelt är öar i Chile.   De ligger i regionen Región de Magallanes y de la Antártica Chilena, i den södra delen av landet, 2 500 km söder om huvudstaden Santiago de Chile. Arean är 2,5 kvadratkilometer.
Terrängen på Islas Barnevelt är platt. Öns högsta punkt är 75 meter över havet. Den sträcker sig 2,4 kilometer i nord-sydlig riktning, och 2,3 kilometer i öst-västlig riktning.